# Leszek Sołtysik
Leszek Sołtysik (ur. 3 listopada 1929 w Sosnowcu, zm. 31 października 2007 w Szczecinie) – polski żeglarz, kapitan jachtowy, nauczyciel żeglarstwa, członek Bractwa Wybrzeża (79) i Klubu Kapitanów Jachtowych w Szczecinie. Wieloletni czynny działacz Polskiego Związku Żeglarskiego. Z wykształcenia inżynier elektronik.

## Życiorys
W 1954 r. zaczął uprawiać żeglarstwo. Był członkiem klubów: WKS Śląsk Wrocław (1956–58), Yacht Klub Polski Warszawa (1963–65), JK MKS Pogoń (1966–99), MKS Pałac Młodzieży (od 2001–do śmierci).
W 1964 r. związał się zawodowo z Centralnym Ośrodkiem Żeglarstwa PZŻ w Trzebieży, gdzie pełnił role instruktora, wykładowcy i od 1996 r. Kierownika Wyszkolenia Żeglarskiego. Od 1966 r. działał w Okręgowych Związkach Żeglarskich jako przewodniczący Komisji Rewizyjnej i przewodniczący Okręgowej Komisji Szkolenia. Był członkiem zarządu PZŻ w Warszawie (Główna Komisja Szkolenia PZŻ).
Organizator I Ogólnopolskiej Spartakiady Żeglarskiej w Trzebieży (1967), organizator konferencji Bezpieczeństwo w Jachtingu (2004), współorganizator Dni Morza w Szczecinie oraz Finału Operacji Żagiel 2007.
Został pochowany na cmentarzu Centralnym w Szczecinie.

## Odznaczenia i nagrody
- Krzyż Kawalerski Orderu Odrodzenia Polski
- Zasłużony Działacz Żeglarstwa Polskiego (honorowa odznaka) – 1966
- Zasłużony dla Żeglarstwa Szczecińskiego (honorowa odznaka) – 2006